# Rivière Nasigon
La rivière Nasigon est un affluent de la rivière Bazin, coulant au nord du fleuve Saint-Laurent, dans les territoires non organisés du Lac-De La Bidière et du Lac-Bazinet, dans la municipalité régionale de comté (MRC) Antoine-Labelle, dans la région administrative de la Laurentides, au Québec, au Canada.

## Géographie
La rivière Nasigon prend sa source à l’embouchure du lac Trèfle (altitude : 409 m), dans le territoire non organisé du Lac-De La Bidière.
L’embouchure de ce lac de tête est située presqu’à la limite entre les territoires non organisés du Lac-De La Bidière et du Lac-Oscar.
À partir de l’embouchure du lac Trèfle, la rivière Nasigon coule sur environ 21 km, selon les segments suivants :
- vers le nord-est, traversant un lac non identifié ;
- vers le nord, traversant un lac sans nom ;
- vers le nord-est, jusqu'au lac Manville qu'elle traverse jusqu'à sont embouchure au nord-est ;
- vers le nord-est, jusqu'au lac Nasigon qu'elle traverse pour atteindre ensuite sa confluence avec la rivière Bazin.

La rivière Nasigon se déverse sur la rive sud-ouest de la rivière Bazin. Cette confluence est située à :
- au sud-est de la confluence de la rivière aux Bleuets ;
- au nord-est de la confluence de la rivière Bazin ;
- au nord-ouest du Dépôt-Carrier, situé au nord du Réservoir Mitchinamecus.

## Toponymie
Le toponyme rivière Nasigon a été officialisé le 5 décembre 1968 à la Commission de toponymie du Québec.